# Star Wars: Droids
Star Wars: Droids: The Adventures of R2-D2 and C-3PO, lançado em DVD como Star Wars Animated Adventures: Droids, é uma série animada que apresenta as façanhas de R2-D2 e C-3PO, os droids da franquia Star Wars. 